# Kleidí (ort i Grekland, Epirus)
Kleidí är en ort i Grekland.   Den ligger i prefekturen Nomós Ártas och regionen Epirus, i den centrala delen av landet, 250 km nordväst om huvudstaden Aten. Kleidí ligger 547 meter över havet och antalet invånare är 202.
Terrängen runt Kleidí är kuperad västerut, men österut är den bergig. Terrängen runt Kleidí sluttar västerut.Runt Kleidí är det glesbefolkat, med 14 invånare per kvadratkilometer. Närmaste större samhälle är Arta, 19,0 km väster om Kleidí. I omgivningarna runt Kleidí växer i huvudsak blandskog.